# 导航相机

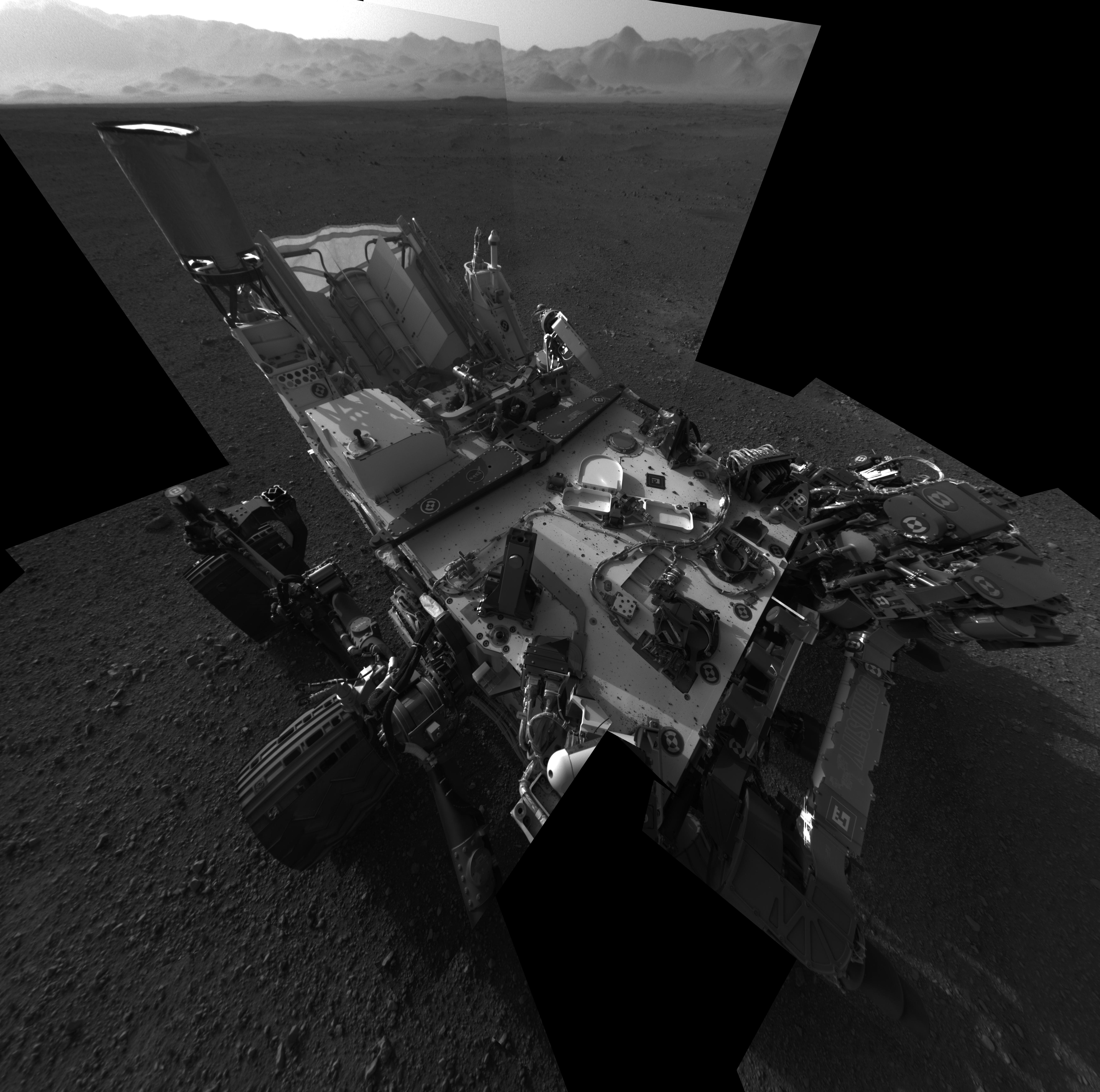
“好奇号”的自拍照显示了导航相机所看到的火星车舱面。

导航相机（Navcams）是一种安装在某些自动探测车或航天器上用于导航而不干扰探测仪器的照相机。导航相机通常拍摄广角照片，用于规划车辆下一步的移动或目标跟踪。

## 概述
火星“好奇号”漫游车在桅杆上安装了两台用于地面导航的黑白导航相机，该相机具有45度视角，并使用可见光拍摄立体三维图像。这类相机与火星探路者号任务上的相机一样，支持ICER格式图像压缩。
欧洲空间局“罗塞塔号”探测器使用了单台具有5度视场和12位1024x1024像素分辨率的相机，允许探测器对每次所接近的小行星以及最终的丘留莫夫－格拉西缅科彗星进行视觉跟踪。

## 图集

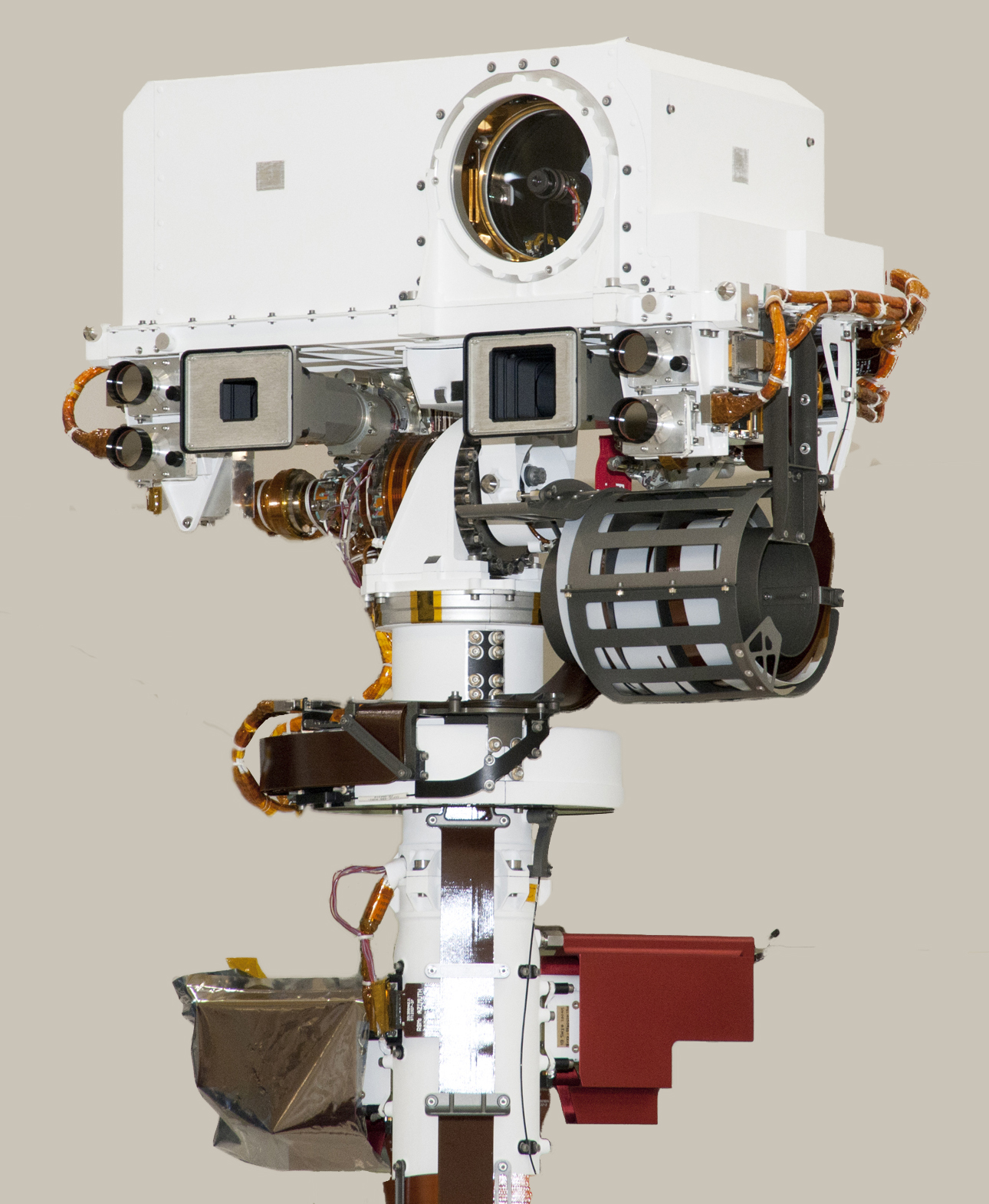
'“好奇号”探测车桅杆上安装的两台导航相机。
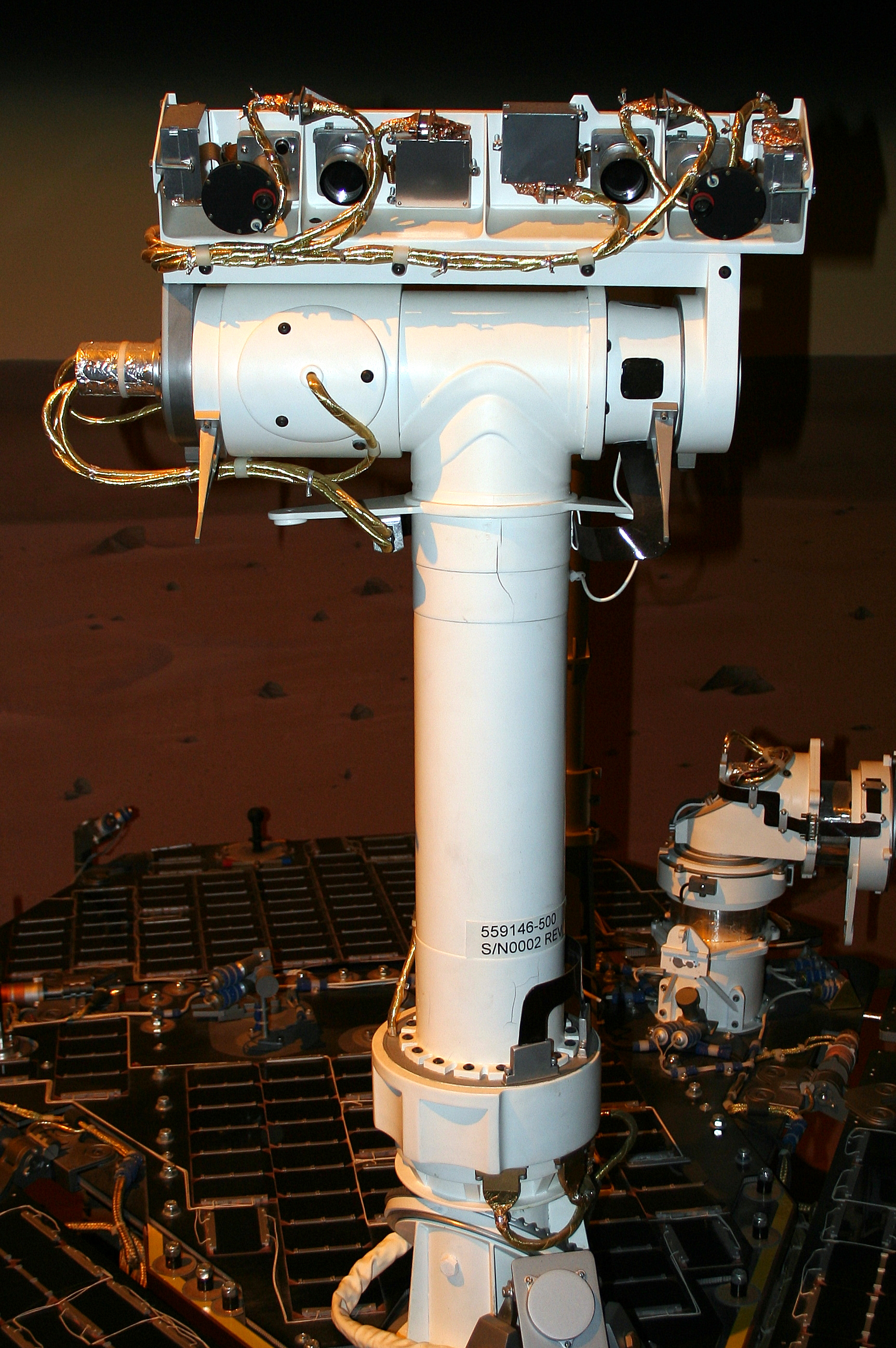
火星探测漫游者桅杆上的两台全景相机(位于两侧)和两台导航相机。
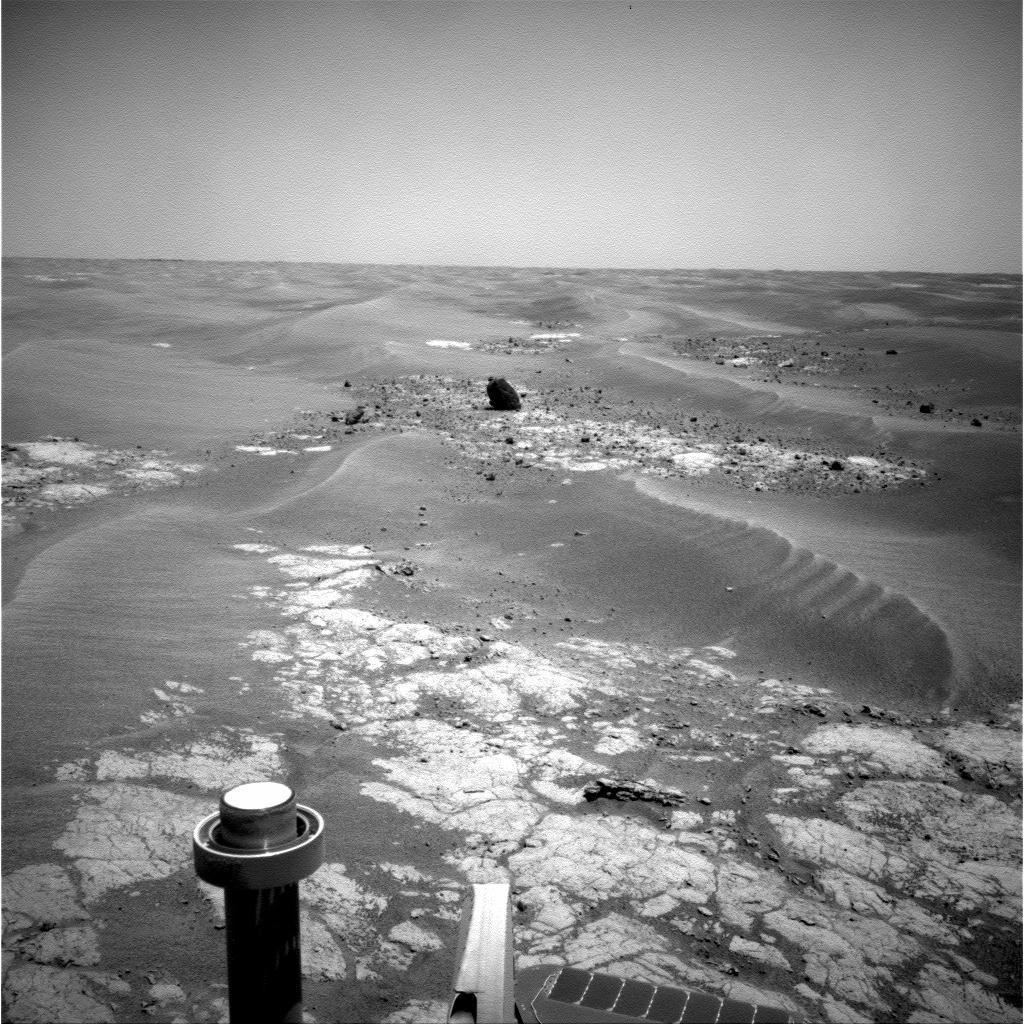
“机遇号”导航相机拍摄的照片。
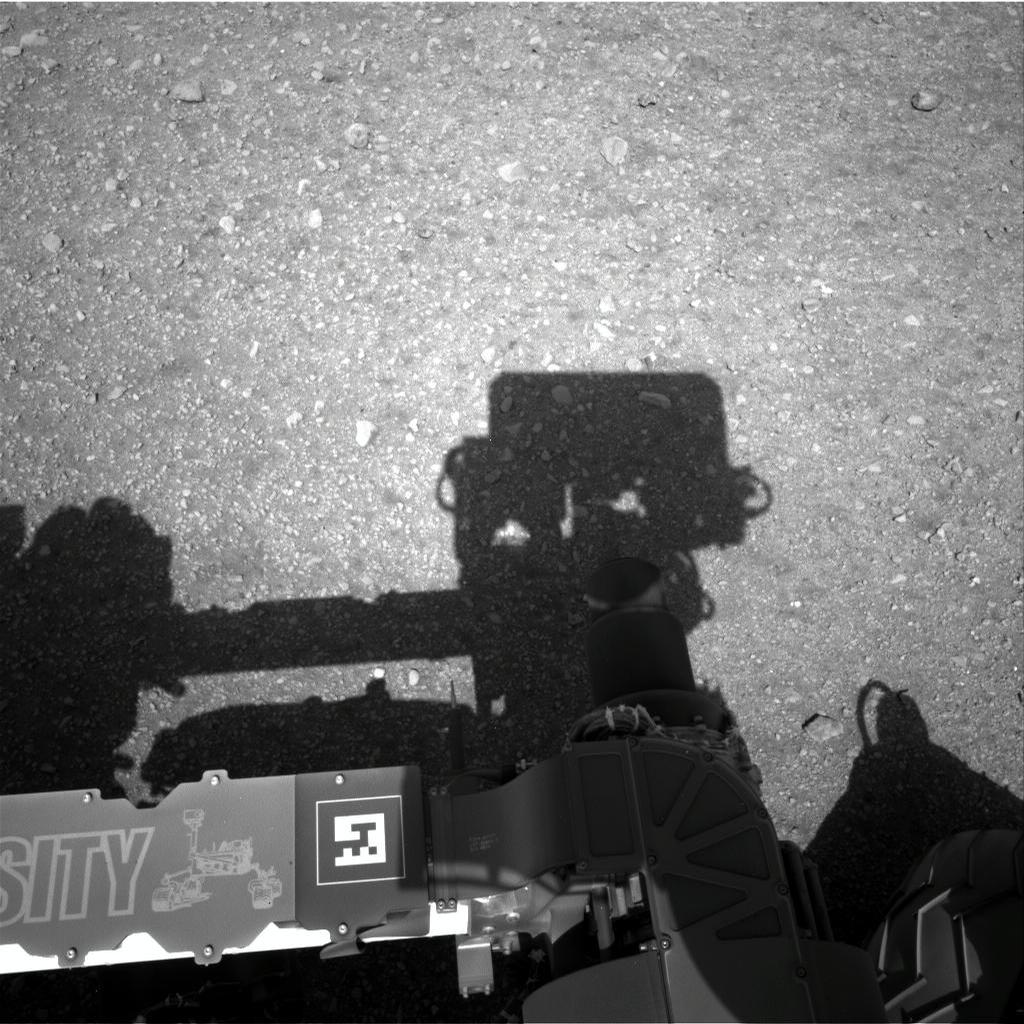
“好奇号”导航相机拍摄的首张照片。

## 另请查看
- 太空电子学
- 避障相机
- 全景相机
- 光学、光谱和红外远程成像系统
- 火星车